# San Fernando (Romblon)
San Fernando (Bayan ng San Fernando) är en kommun i Filippinerna. Kommunen tillhör provinsen Romblon och ligger på ön med samma namn. Folkmängden uppgår till 14 144 invånare.
San Fernando delas in i 12 barangayer.